# Intons

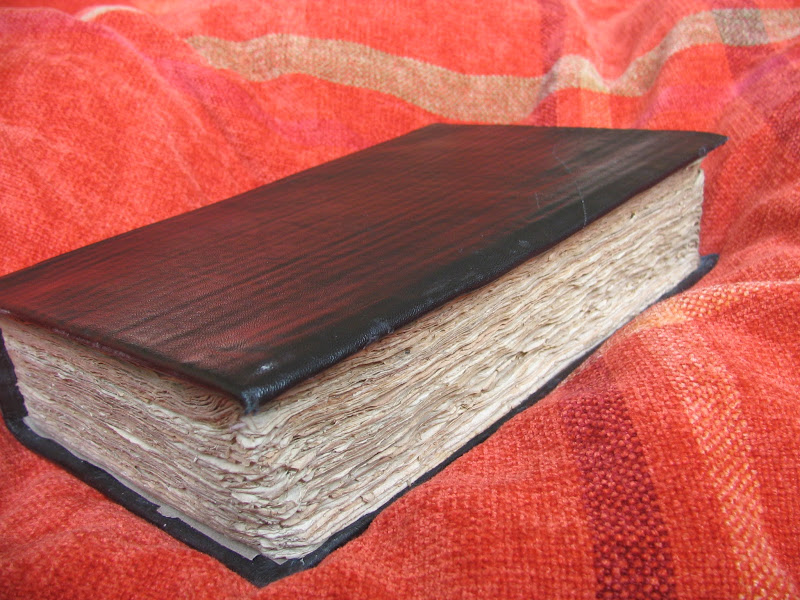
Llibre intons, amb els quaderns cosits sense haver-se igualat tallant-los amb guillotina

Un llibre intons és aquell en què els quadernets no han estat tallats, de manera que cal obrir-los manualment. No són pròpiament intonsos aquells llibres amb els fulls oberts però en què les puntes dels fulls són bastes, és a dir, no han passat pel procés de guillotinatge que els dota d'uniformitat.
Tradicionalment el llibre intons és especial perquè les pàgines que no han estat separades en procés de tall mecànic, i cal separar-les manualment mitjançant un ganivet o un obrecartes, detall pel qual aquests llibres són considerats un objecte exquisit de gran valor estètic, ja que emula les edicions antigues en les quals predominava l'acabat rústic.
Tradicionalment moltes editorials publicaven els llibres en acabat intons per tal d'abaratir costos. També és tradicional de deixar intons certes edicions de bibliòfil.
Moltes editorials del món utilitzen en les seves publicacions aquest acabat; en són exemples molt distants aquest dos:
1. L'editorial El Tucán de Virgínia, amb seu a Mèxic, produeix llibres intonsos amb l'ús de tipus mòbils, pràctica abandonada en els últims temps a causa de la practicitat oferta per processos d'impressió com l'offset.
2. La revista IDN (International Designers Network) inclou en les seves edicions un bloc de pàgines amb aquest acabat.